# Аннуш, Адриан
Адриан Жолт Аннуш (венг. Adrián Zsolt Annus; род. 28 июня 1973, Сегед) — венгерский легкоатлет, специализирующийся на метании молота. Серебряный призёр чемпионата мира 2003. Почётный гражданин Дьюлы.
Бывший олимпийский чемпион 2004 года, лишённый золотой медали за применение запрещённых препаратов.

## Карьера
Первый значимый результат Адриан Аннуш показал в 1992 году, когда он занял одиннадцатое место в метании диска на Чемпионате мира среди юниоров в Сеуле.
В 1998 году венгр показал восьмой результат в метании молота на Чемпионате Европы в Будапеште. Этот результат продемонстрировал потенциал спортсмена в преддверии Летних Олимпийских игр 2000 года. Но изначально он не прошёл отбор в команду Венгрии в связи с жесткой конкуренцией за место в составе сборной, но в связи с травмой товарища по команде Аннуш принял участие в главном старте четырёхлетия и показал семнадцатый результат.
В 2002 году венгр выиграл Чемпионат Европы, а в 2003 он взял серебро на Чемпионате мира. Также в 2003 году Аннуш выиграл Всемирный легкоатлетический финал. Это достижение принесло ему звание спортсмена года в Венгрии.
В августе 2004 года на Олимпийских играх 2004 года Адриан Аннуш стал олимпийским чемпионом в метании молота. Однако через несколько дней после вручения ему медали разгорелся скандал — после исследования допинг-проб Международный олимпийский комитет пришёл к выводу, что моча Аннуша до и после соревнований принадлежит разным людям, а он преднамеренно использовал устройство, которое включало контейнер для мочи и поддельный пенис. Венгра дисквалифицировали на два года, а медаль была передана японцу Кодзи Мурофуси.
В 2007 году Адриан Аннуш вновь вернулся в большой спорт, но особых успехов не снискал.

## Лучшие результаты
- 1996: Олимпийские игры в Атланте, 28 место
- 1998: Чемпионат Европы 8 место
- 2000: Олимпийские игры в Сиднее, 17 место
- 2001: Чемпионат мира 9 место
- 2001: Летняя Универсиада, 3 место
- 2002: Чемпионат Европы, 1 место
- 2002: World Cup 1 место
- 2002: Grand Prix 2 место
- 2003: Чемпионат Венгрии (84 метра 19 см) — Рекорд Венгрии
- 2003: Чемпионат мира, 2 место
- 2003: Всемирный легкоатлетический финал, 1 место